# Laura Pitt-Pulford
Laura Pitt-Pulford (24 gennaio 1983) è un'attrice e cantante britannica.

## Biografia
Ha recitato in diverse opere di prosa e musical, tra cui Edoardo II (Edimburgo, 2001), The Room (Edimburgo, 2001), Carousel (Londra, 2004), Nine (Mountview, 2005), Closer Than Ever (Edimburgo, 2006), Follies (Northampton, 2006), Il leone, la strega e l'armadio (West Yorkshire, 2007), Sunset Boulevard (Londra, 2008), Little Fish (Finborough, 2009), Jack e il fagiolo magico (Oxford, 2009), And the world goes around (Wellingborough, 2010), Copacabana (Londra, 2010), Guys and Dolls (Salinsbury, 2011), Parade (Londra, 2011), Hello, Dolly! (Londra, 2011), A Little Night Music (Guilford, 2013; Londra, 2014), Tutti insieme appassionatamente (Leicester, 2014), Follies (Royal Albert Hall, 2015), Sette spose per sette fratelli (Londra, 2015; candidata al Laurence Olivier Award alla migliore attrice in un musical), Hey, Old Friends! (Londra, 2015), Kings of Broadway (Londra, 2015), Oliver! (Leicester, 2016), Side Show (Londra, 2016), Nell Gwyn (Londra e tour, 2017), Barnum (Londra, 2017), Falsettos (Londra, 2019) e Aspects of Love (Londra, 2023).
Dal settembre 2019 è sposata con George Blagden e nel 2020 la coppia ha avuto il figlio Arlo.

## Filmografia

### Televisione
- Doctors - serie TV, 1 episodio (2017)
- Padre Brown - serie TV, 1 episodio (2017)
- Free Rein - serie TV, 1 episodio (2018)